# 2. hokejová liga SR 2001/2002
Sezóna 2001/2002 byla 9. ročníkem 2. slovenské hokejové ligy. Vítězem se stal tým HK Ružinov 99 Bratislava, který úspěšně postoupil do 1. hokejové ligy. Z 1. ligy sestoupil HKm Detva.

## Systém soutěže
Soutěž byla rozdělena do dvou skupin (západ a východ). Celkem se jich zúčastnilo 15 týmů, ve skupině západ devět týmů a ve skupině východ šest týmů. Ve všech skupinách se hrálo 1x venku a doma. Bodový systém byl stejný z předešlé sezony, za výhru se získalo dva body, za remízu jeden bod a za prohru nezískal klub žádný bod. Nejlepší družstvo ze skupiny západ a východ postoupili do finálové části o postup. Vítězný tým postoupil přímo do 1. ligy. Ze soutěže se nesestupovalo.

## Základní část

### Skupina západ
|  | Postupující o postup |

| Poř. | Tým                           | Z  | B  | V  | R | P  | Skóre  | +/– |
| ---- | ----------------------------- | -- | -- | -- | - | -- | ------ | --- |
| 1    | HK Ružinov 99 Bratislava      | 16 | 28 | 14 | 0 | 2  | 107:49 | +58 |
| 2    | ŠHK 37 Piešťany               | 16 | 24 | 12 | 0 | 4  | 69:41  | +28 |
| 3    | HK MŠK Indian Žiar nad Hronom | 16 | 17 | 8  | 1 | 7  | 83:76  | +7  |
| 4    | HK Lokomotíva Nové Zámky      | 16 | 17 | 8  | 1 | 7  | 53:46  | +7  |
| 5    | HC Zlaté Moravce              | 16 | 17 | 7  | 3 | 6  | 63:71  | –8  |
| 6    | HK Levice                     | 16 | 13 | 5  | 3 | 8  | 66:81  | –15 |
| 7    | Iskra Partizánske             | 16 | 12 | 5  | 2 | 9  | 63:78  | –15 |
| 8    | HK 96 Nitra                   | 16 | 9  | 3  | 3 | 10 | 57:86  | –29 |
| 9    | HKm Zvolen C                  | 16 | 7  | 2  | 3 | 11 | 60:93  | –33 |

### Skupina východ
|  | Postupující o postup |

| Poř. | Tým                       | Z  | B  | V | R | P | Skóre | +/– |
| ---- | ------------------------- | -- | -- | - | - | - | ----- | --- |
| 1    | HK 32 Liptovský Mikuláš B | 10 | 18 | 9 | 0 | 1 | 55:12 | +43 |
| 2    | HK Brezno                 | 10 | 18 | 9 | 0 | 1 | 58:33 | +25 |
| 3    | HC 46 Bardejov            | 10 | 10 | 5 | 0 | 5 | 45:39 | +6  |
| 4    | HKm Humenné               | 10 | 8  | 4 | 0 | 6 | 37:37 | 0   |
| 5    | HK Slovan Gelnica         | 10 | 4  | 1 | 2 | 7 | 31:74 | –43 |
| 6    | MHK Kežmarok              | 10 | 2  | 0 | 2 | 8 | 31:62 | –31 |

## O postup
- HK Ružinov 99 Bratislava – HK 32 Liptovský Mikuláš B 2:0 (4:1 a 5:0 kontumace)